# Republican In Name Only

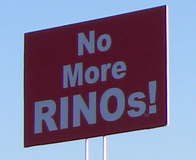
Transparent auf einer Tea-Party-Bewegung: „No More RINOs!“

Republican In Name Only (sinngemäß etwa „nur dem Namen nach Republikaner“), kurz „RINO“, ist in den USA eine abwertende Bezeichnung für Mitglieder der Republikanischen Partei, die sich in ihren Ansichten und Handlungen nicht wirklich republikanisch verhalten bzw. keine typisch republikanischen Positionen vertreten, sondern eher wie Mitglieder der Demokratischen Partei agieren. Die Abkürzung RINO ähnelt in der Aussprache dem englischen Kurzwort „rhino“ (Nashorn), deshalb werden RINOs in Karikaturen etc. auch mitunter als Nashörner dargestellt.
Der Begriff wird vor allem von konservativen Republikanern verwendet, um ihrer Ansicht nach allzu liberale Parteimitglieder zu beschreiben. So wurden etwa Republikaner, die Donald Trump ablehnend gegenüberstanden, von dessen Anhängern als RINOs bezeichnet. Während Trumps Wahlkampf 2016 etablierte sich vonseiten der Alt-Right neben RINO auch der Begriff Cuckservative, der eine ähnliche Bedeutung hat.
Ein Gegenstück dazu bildet in der Demokratischen Partei die Bezeichnung „Democrat in Name Only“ kurz „DINO“, für konservativ agierende Demokraten.